# Exocora proba
Exocora proba är en spindelart som beskrevs av Alfred Frank Millidge 1991. Exocora proba ingår i släktet Exocora och familjen täckvävarspindlar.
Artens utbredningsområde är Bolivia. Inga underarter finns listade i Catalogue of Life.